# 多裂乌头
多裂乌头（学名：Aconitum polyschistum）为毛茛科乌头属下的一个种。

## 扩展阅读
- 維基物種上的相關：多裂乌头